# Sahnidih
Sahnidih là một thị trấn thống kê (census town) của quận Dhanbad thuộc bang Jharkhand, Ấn Độ.

## Nhân khẩu
Theo điều tra dân số năm 2001 của Ấn Độ, Sahnidih có dân số 5802 người. Phái nam chiếm 55% tổng số dân và phái nữ chiếm 45%. Sahnidih có tỷ lệ 61% biết đọc biết viết, cao hơn tỷ lệ trung bình toàn quốc là 59,5%: tỷ lệ cho phái nam là 71%, và tỷ lệ cho phái nữ là 49%. Tại Sahnidih, 13% dân số nhỏ hơn 6 tuổi.